# Kaple svatého Václava (Lysá nad Labem)
Kaplička sv. Václava, též známá jako eremitáž u sv. Václava, je pozůstatkem původní poustevny na panství Lysá nad Labem v okrese Nymburk. Výklenková kaple se sochami andělů Radostné a Žalostné smrti se nachází na hranici katastrů Dvorce (Lysá nad Labem) a obce Káraný v okrese Praha-východ.

## Historie
Kaplička byla postavena v roce 1696 jako součást areálu poustevny a tzv. zázračné zahrady s čtrnácti plastikami, fontánkou a větrným mlýnem. Iniciátorem výstavby byl tehdejší majitel panství František Antonín Špork. Poustevna byla umístěna na okraji jeho panství a tvořila tak vstup směrem od Prahy. Současná podoba, kdy výklenkovou kapli sv. Václava doplňuje dvojice soch andělů-světlonošů Žalostné a Radostné smrti, vznikla až po zrušení poustevny ve 30. letech 18. století. Ostatní sochy z poustevny byly přemístěny na ohradní zeď Kostela svatého Jana Křtitele v Lysé nad Labem. Některé zdroje přisuzují autorství soch Matyáši Bernardu Braunovi, což by však znamenalo, s ohledem na Braunův věk, jejich pozdější vznik.

## Okolí
Bezprostředně kolem kapličky prochází od roku 1873 železniční trať Rakouské severozápadní dráhy, nyní frekventovaný úsek trati z Prahy do Lysé nad Labem. Do roku 1996 zde bylo hradlo a byla sem zaústěna vlečka Vodního zdroje Káraný, snesená roku 2007.